# Giuseppe Galli da Bibiena

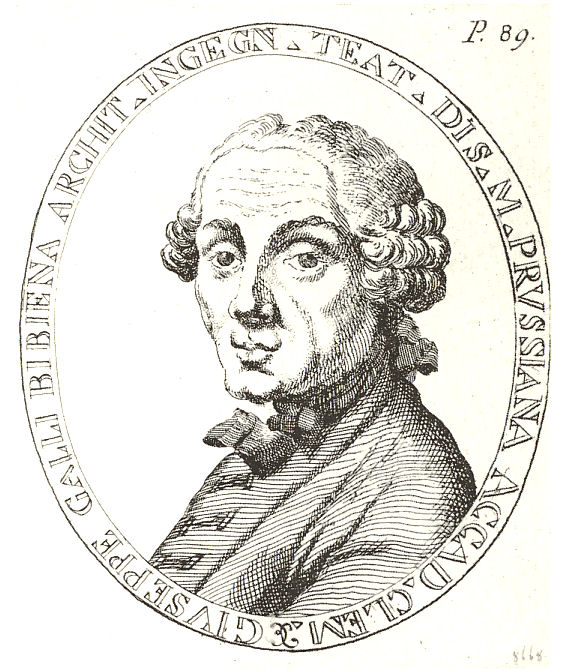
Giuseppe Galli Bibiena

Giuseppe Galli da Bibiena (auch Bibiena, Galli, Galli Bibiena) (* 5. Januar 1696 in Parma; † 12. März 1757 in Berlin) war Bühnenbildner, Zeichner, Architekt, Theateringenieur und Maler des Barocks.

## Leben
Giuseppe Galli da Bibiena stammte aus der Künstlerfamilie Galli da Bibiena. Sein Vater Ferdinando, sein Onkel Francesco, seine Brüder Antonio und Alessandro und sein Sohn Carlo arbeiteten in Deutschland, Österreich und Italien als Architekten, Ausstatter und Bühnenbildner. Giuseppe Galli da Bibiena entwarf viele Dekorationen für Trauerfeiern und Hochzeiten, plante Theatermaschinen, inszenierte Feste und Theateraufführungen, baute Theater und entwarf Dekorationen für Adelspaläste. Er lernte bei seinem Vater und ging dann mit diesem und seinem Bruder Alessandro nach Barcelona an den Hof des künftigen Karl VI. und folgte 1712 diesem nach Wien. Dort arbeitete auch sein Onkel Francesco. Nach dem Tode Karls VI. wurde er in Bologna Direktor für Architektur an der Accademia Clementina. Gleichzeitig arbeitete er in Wien als 1. Hoftheater-Ingenieur und Hofarchitekt. Wegen vieler Aufträge ließ er sich dort aber von seinem Vater vertreten. Zwei seiner Schüler waren die Maler und Bühnenbildner Raffaele Suà und Carl Friedrich Fechhelm.
1719 heiratete er in Wien Eleonore Kinski. Sie bekamen sieben Kinder, mit seinem Sohn Carlo arbeitete er später auch zusammen. Ab 1753 war er fest von Friedrich II. in Berlin engagiert, wo er bis zu seinem Tod als Hofarchitekt arbeitete.

## Werke
- 1716: Ausstattung der Oper Angelica Vincitrice di Alcina von Pietro Pariatis, Aufführung auf dem Teich des Lustschlosses Favorita zur Geburt des Erzherzogs Leopold
- 1723: Inszenierung von Costanza e fortezza in einem von ihm errichteten Freilichttheater mit einer 65 Meter tiefen Bühne im Park des Hradschin in Prag anlässlich der Krönungsfeier von Karl VI. zum König von Böhmen.
- Erste Dekoration mit bemalten, transparenten Szenerien 1732 in Linz bei der Aufführung von L’asilo d’Amore.
- 1749/50 erweiterte er das Opernhaus am Zwinger in Dresden und vertiefte den Bühnenraum.[2]
- Für den Dom zu Gurk entwarf Giuseppe 1740 zusammen mit seinem Bruder Antonio die pompöse Kanzel.
- Im Auftrag der Markgräfin Wilhelmine entwarf er 1745 bis 1748 die Ausstattung für das neuerbaute Opernhaus in Bayreuth. Sein Sohn Carlo führte den Auftrag aus und überwachte den Bau.

## Wirkung
Im Gegensatz zur Zentralperspektive der Renaissance entwarfen die Bibiena oft eine Übereckstellung der Dekoration, in der sich die Räume zu mehreren Fluchtpunkten hin verjüngen und verschachteln und so Unendlichkeit vortäuschen. Auch durch den erstmaligen Einsatz bemalter transparenter Materialien wurde der Eindruck endloser Architektur erzeugt. Diese Suggestion unendlicher Räume ist vielleicht durch das Weltbild seit Giordano Bruno beeinflusst.
Seine Zeichnungen endlos verschachtelter Kerkerräume, den Carceri, hatten starken Einfluss auf Giovanni Battista Piranesi.

## Schriften
- Theaterdecorationen, Innenarchitektur und Perspectiven. Entwürfe im Style des Barock. Berlin 1888.